# 武宿機場 (T3)駅
武宿機場 (T3)駅（ぶしゅくきじょう-えき）は中華人民共和国山西省太原市小店区に位置する太原地下鉄1号線の駅。太原武宿国際空港の第3ターミナルに併設が予定されているが、二期目の予定のため、隣の武宿機場 (T1/T2)駅より開業が遅れる見込みとなっている。

## 駅周辺
- 太原武宿国際空港第3ターミナル